# 루나 파파
루나 파파(Luna Papa)는 러시아 연방에서 제작된 바흐치야르 후도이나자로프 감독의 1999년 영화이다. 슐판 하마토바 등이 주연으로 출연하였고 필립페 에이브릴 등이 제작에 참여하였다.

## 출연

### 주연
- 슐판 하마토바
- 모리츠 블라이브트로이
- 아토 무카메자노프

### 조연
- 메랍 니니트쩨
- 니콜라이 포멘코

## 제작진
- 공동제작: 크리스토프 프리델
- 공동제작: 호리코시 켄조
- 공동제작: 잔 슐티
- 협력프로듀서: 예브게니 긴딜리스
- 협력프로듀서: 라이몬드 괴벨